# Jeg elsker dig (film fra 1987)
 For alternative betydninger, se Jeg elsker dig. (Se også artikler, som begynder med Jeg elsker dig)
Jeg elsker dig er en dansk dramafilm fra 1987, instrueret af Li Vilstrup

## Medvirkende
- Peter Hesse Overgaard som Jens
- Pernille Hansen som Janne
- Ulla Henningsen som Psykologen
- Sonja Oppenhagen som Bitten, Jannes mor
- Egon Stoldt
- Jørgen Bing
- Gurli Wiethøfft-Hansen
- Malene Krogh
- Bodil Lassen
- Henrik Moltzen
- Sissel Brandi-Hansen
- Rolf Munkholm-Jensen
- Finn Clausen